# The Lab (Computerspiel)
The Lab ist ein Virtual-Reality-Spiel von Valve, das am 5. April 2016 für Microsoft Windows veröffentlicht wurde. Das im Universum von Portal angesiedelte Computerspiel stellt eine Sammlung von acht VR-Experiences dar und wird auf Steam zum kostenlosen Download angeboten.

## Spielprinzip
Aus einer Hubworld, die ein kleines Areal in einem riesigen Lagergebäude umfasst, können die acht verschiedenen Minigames und VR-Erfahrungen angewählt werden. Dazu nimmt man eine Glaskugel des sogenannten Pocket-Universe (deutsch: „Taschen-Universum“) und hält sie an sein Gesicht, womit man sozusagen in diese Welt „eintaucht“.
Es stehen folgende VR-Experiences zur Verfügung:
| Pocket-Universe     | Spielinhalt |
| ------------------- | --- |
| Bogenschießen       | Eine Burg muss mit Pfeil und Bogen vor angreifenden Pappfiguren verteidigt werden. |
| Slingshot           | In einer Lagerhalle müssen mit einer mannsgroßen Schleuder sprechende Kugeln verschossen werden, um durch die Zerstörung von Kisten und Regalen Punkte zu sammeln.                                        |
| Xortex 26XX         | Eine Art Arcade-Videospiel im Stil von Shoot ’em ups, bei dem einer der Controller zum Raumschiff wird und man damit feindliche Schiffe abschießen muss, während man den gegnerischen Schüssen ausweicht. |
| Postkarten          | Eine Sammlung von durch Photogrammetrie erstellten VR-Welten, die man zusammen mit einem Roboter-Hund, welcher geworfene Stöckchen apportieren kann, erkundet.                                            |
| Menschlicher Körper | Medizinischer Scan eines menschlichen Körpers. |
| Sonnensystem        | Darstellung des Sonnensystems in raumgroßem Maßstab. |
| Robot Repair        | In einer Werkstatt im Testlabor von GLaDOS muss ein Roboter aus Portal 2 repariert werden. |
| Secret Shop         | Man befindet sich einem Fantasy-Geschäft aus dem Computerspiel Dota 2. |

## Entwicklung
The Lab wurde im März 2016 als Launchtitel für Valves SteamVR angekündigt und auf der GDC 2016 vorgestellt. Bereits 2015 wurde allerdings die Robot-Repair-Demo zur Demonstration von SteamVR und der HTC Vive verwendet.

## Rezeption
Das deutsche Online-Magazin 4Players bezeichnet The Lab als faszinierendes VR-Tutorial, das beeindruckende Möglichkeiten der Virtuellen Realität aufzeigt, dabei aber viel zu wenig Substanz bietet. Kaum eine der im Spiel enthaltenen Demos motiviere mehr als wenige Minuten und insgesamt habe man nach gut einer Stunde alles ausprobiert. Auch die Online-Ausgabe der Zeit bestätigte, dass die Sammlung von Gratis-Minispielen gekonnt zeigt, was mit der HTC Vive bereits möglich sei.